# Reprezentacja Izraela w koszykówce kobiet
Reprezentacja Izraela w koszykówce kobiet - drużyna, która reprezentuje Izrael w koszykówce kobiet. Za jej funkcjonowanie odpowiedzialny jest Izraelski Związek Koszykówki.